# Grijsgroen kalkkopje
Het grijsgroen kalkkopje (Physarum virescens) is een slijmzwam behorend tot de familie Physaraceae. Het leeft saprotroof op kruidachtige plantendelen in naaldbossen en gemengde bossen.

## Kenmerken

### Uiterlijke kenmerken
De sporocarpen hebben een diameter van 0,2 tot 0,4 mm. De kleur is geel en zelden grijs, groenachtig als ze jong zijn. Het hypothallus is kleurloos of lichtbruin. 

### Microscopische kenmerken
Het capillitium een vormt netvormig met talrijke kleine, hoekige en vertakte gele knopen. De sporen zijn bruin in bulk. De sporen zijn 7 tot 10 micron in diameter, bleek lila-bruin en wrattig. Het plasmodium is geel van kleur.

## Verspreiding
Physarum virescens komt met name voor in Europa en Noord-Amerika, maar wordt sporadisch ook hierbuiten aangetroffen. In Nederland komt het vrij zeldzaam voor. Het staat niet op de rode lijst en is niet bedreigd.